# غمد الليف العصبي

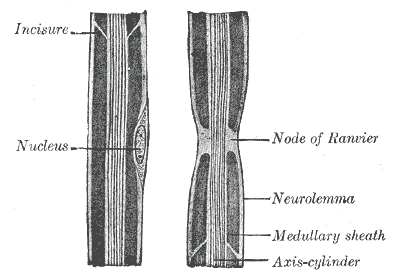

غمد الليف العصبي (بالإنجليزية: Neurolemma)‏ أو غلاف الليفة العصبية أو غمد شفان/شوان (بالإنجليزية: Sheath of Schwann)‏ هو الطبقة السيتوبلازمية المُنَوَّاة الخارجية من خلايا شوان (وتسمى أيضا neurilemmocytes) والذي يحيط بمحور عصبي من الخلايا العصبية ويشكل الطبقة الخارجية من الألياف العصبية في الجهاز العصبي المحيطي.
يقوم غمد الميالين بدعم غمد الليف العصبي من الأسفل. في الجهاز العصبي المركزي، تكون المحاور العصبية ميالينية بواسطة الخلايا الدبقية القليلة التغصن، وبالتالي تفتقر إلى غمد الليف العصبي. لايحتوي غمد المايلين في الخلايا الدبقية القليلة التغصن على غمد الليف العصبي لأن السيتوبلازم الزائد يتم توجيهه مركزيًا نحو جسم الخلية الدبقية القليلة التغصن.
تكمن وظيفة غمد الليف العصبي في حماية الألياف العصبية المحيطية. قد تتجدد الألياف العصبية التالفة إذا لم يتضرر جسم الخلية وإذا بقي غمد الليف العصبي سليمًا. يشكل غمد الليف العصبية أنبوب تجديد يعيد من خلالها المحوار المتنامي تشكيل اتصاله الأصلي.
يشار بالمصطلح (neurilemoma) على أنه الورم العصبي لغمد الليف العصبي.

## روابط خارجية
- علم الأنسجة في dmacc.edu